# Marseille au Moyen Âge
L'histoire de Marseille au Moyen Âge inventorie, étudie et interprète l'ensemble des événements liés à cette ville durant la période médiévale. Par souci de lisibilité, l'article est divisé en deux périodes suivantes :
- Marseille au Haut Moyen Âge (416-977), de la création de l'abbaye Saint-Victor à l'apparition du premier Vicomte de Marseille.
- Marseille de l'an mil au rattachement à la France (977-1487), de l'apparition du premier Vicomte de Marseille, Guilhem de Marseille, jusqu'à l'union de la Provence au royaume de France.